# 虢镇站
虢镇站，位于中华人民共和国陕西省宝鸡市陈仓区虢镇街道，是陇海铁路、宝中铁路上的火车站，车站由西安铁路局宝鸡东站管辖，主要进行车组甩挂作业，开行小运转列车,为宝鸡东站大运转列车的编组提供车流储备。2016年4月1日起恢复办理客运业务，计划更名为陈仓火车站。车站站内有3条正线、4条到发线，货场设有4条股道，并引出615厂专用线、化工厂专用线和酒精厂专用线。

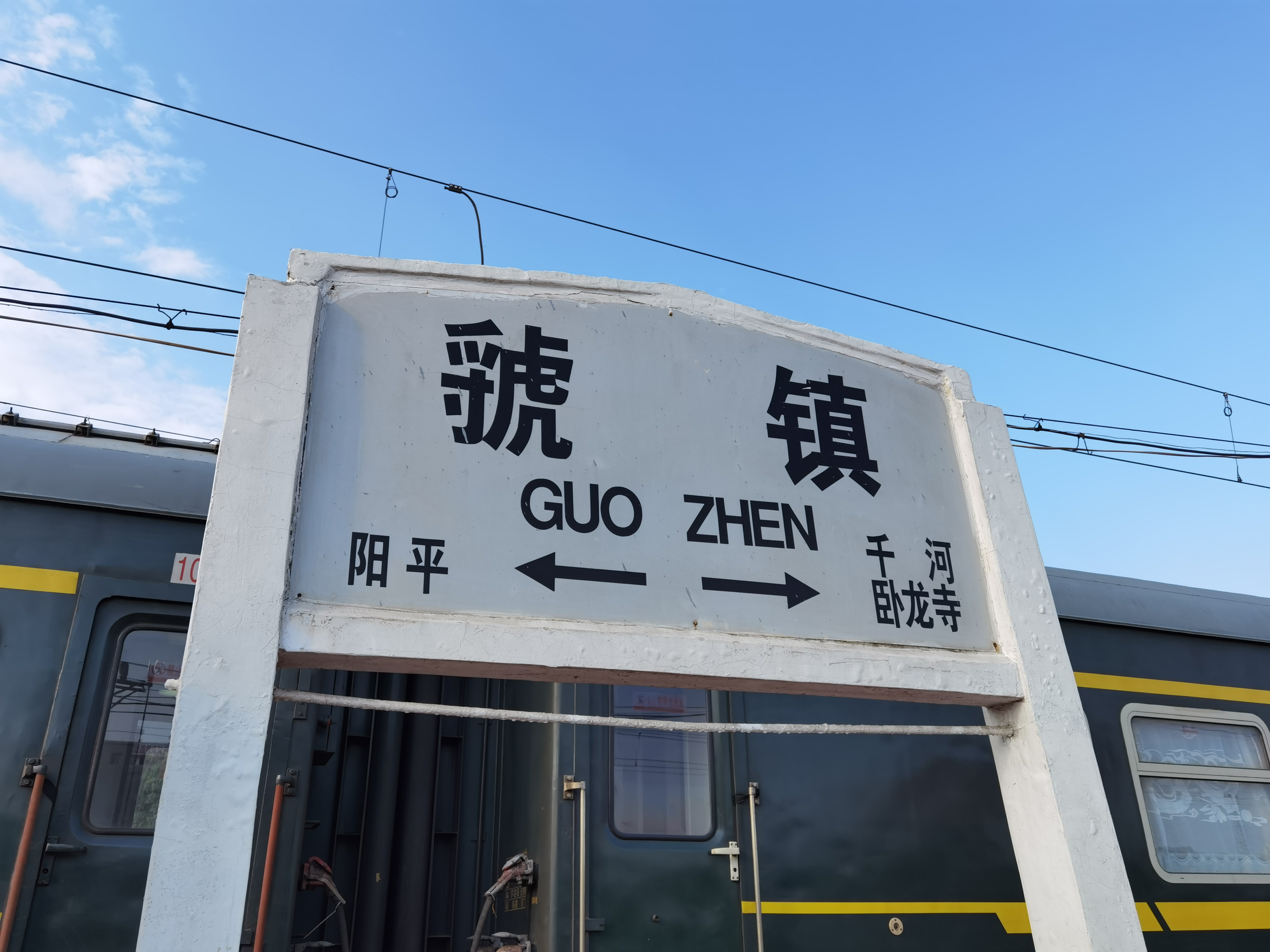
2020年，站牌
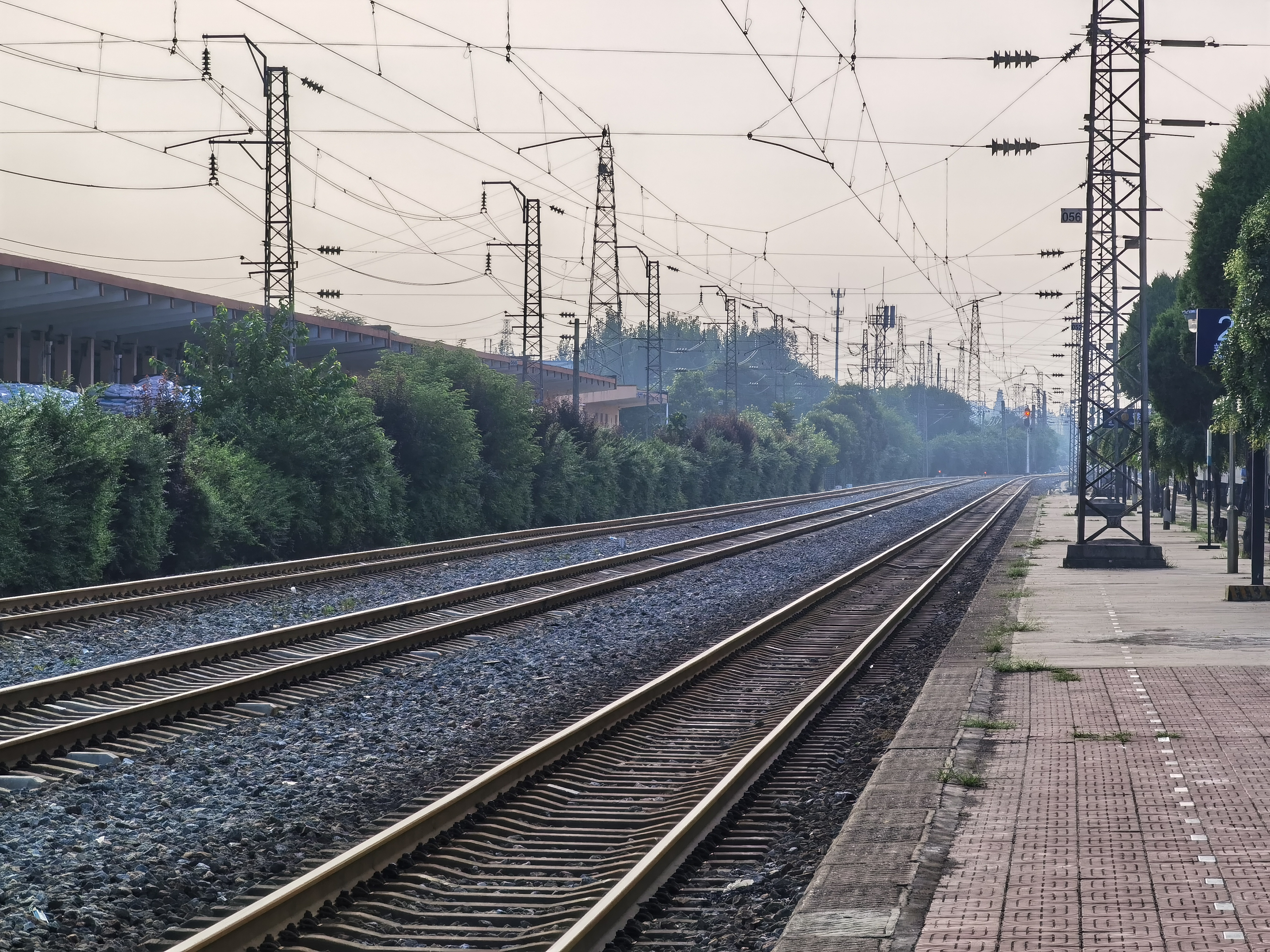
2020年，站场与站台
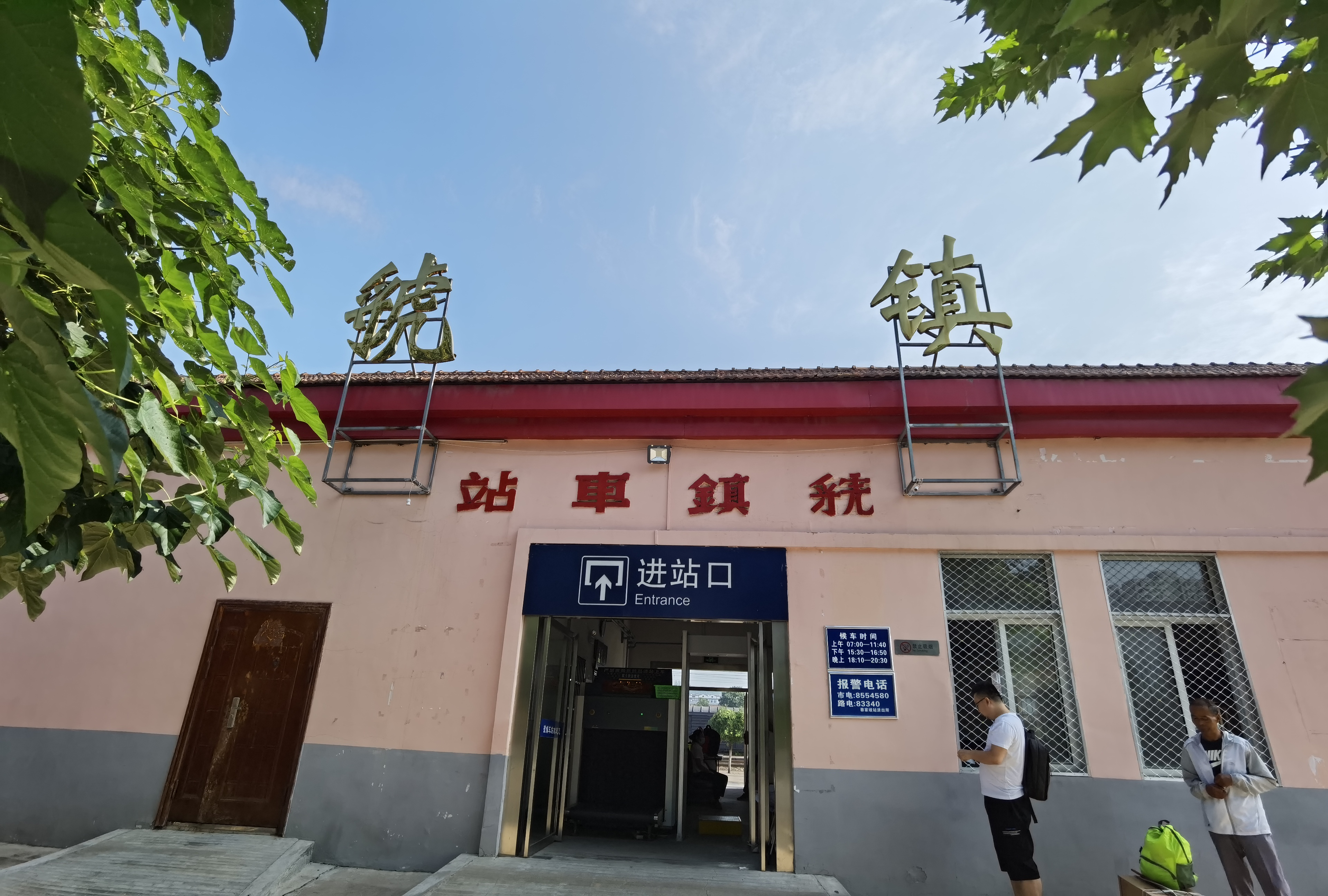
站房（线路侧）

## 車站周邊
- 青岛啤酒宝鸡有限责任公司职工医院
- 中国建设银行新市南街支行
- 中国移动秦波店
- 中国农业银行虢镇车站分理处
- 西北有色地勘局西北有色地质机械研究所